# Odessa Port
Odessa Port (ukr. Одеса-Порт, ros. Одесса-Порт) – stacja towarowa w miejscowości Odessa, w obwodzie odeskim, na Ukrainie. Obsługuje port morski Odessa. Nie jest na niej prowadzony ruch pasażerski.